# OK Liga Plata
La OK Liga Plata es la segunda categoría masculina del sistema de ligas de hockey patines en España y está organizada por la RFEP. La actual denominación de OK Liga Plata se remonta a la temporada 2018-2019. Con anterioridad, desde su fundación la temporada 1969-1970, su nombre fue Primera División Nacional de hockey sobre patines.
Siempre ha constituido el segundo nivel del sistema de ligas, excepto en las temporadas 1992/93 y 1993/94, cuando la Primera División se convirtió de hecho en el tercer nivel de la competición, al subdividirse la División de Honor en un primer nivel denominado Liga A-1 y un segundo nivel denominado Liga A-2, con doce equipos cada uno.
Compiten un total de 24 equipos, divididos en dos grupos de 12 equipos, disputando 22 jornadas a doble vuelta. Habitualmente los tres últimos clasificados en la OK Liga -primer nivel del campeonato- descienden a la OK Liga Plata, mientras que los tres primeros clasificados en la OK Liga Plata ascienden a la OK Liga. Ascienden directamente el campeón de cada grupo, más el ganador de una eliminatoria disputada entre los segundos clasificados de cada grupo. Los cuatro últimos clasificados en la OK Liga Plata -los dos últimos de cada grupo- descienden a la OK Liga Bronce, o a la Lliga Nacional Catalana si se trata de equipos pertenecientes a esta Comunidad.

## Historial
| Edición | Año  | Gr. | Eq. | Primero                 | Segundo                 | Tercero                 | Cuarto                    |
| ------- | ---- | --- | --- | ----------------------- | ----------------------- | ----------------------- | ------------------------- |
| I       | 1970 | 1   | 12  | Club Deportivo Femsa    | Club Patí Vic           | Club Patín Calafell     | Club Patín Cibeles        |
| II      | 1971 | 1   | 12  | Club Atlético Montemar  | Club Patín Calafell     | U.D. Coma Cros Salt     | Club Patín Vilanova       |
| III     | 1972 | 1   | 12  | Igualada Hoquei Club    | Sferic Terrassa         | Club Patí Vic           | C.H. Caldes               |
| IV      | 1973 | 1   | 12  | Club Patín Vilanova     | Club Patí Vic           | C.H. Caldes             | Club Atlético Montemar    |
| V       | 1974 | 1   | 14  | Centre Esports Sabadell | Club Patín Cibeles      | Club Natació Reus Ploms | Club Deportivo Femsa      |
| VI      | 1975 | 1   | 12  | Club Patín Claret       | Club Patín Mieres       | Club Natació Reus Ploms | Club Atlético Montemar    |
| VII     | 1976 | 1   | 14  | Club d'Esports Vendrell | Club Atlético Montemar  | Club Patín Calafell     | Club Pilaristas Madrid    |
| VIII    | 1977 | 1   | 14  | C. Hoquei Cerdanyola    | C. Natació Reus Ploms   | Club Patín Calafell     | Club Patín Claret         |
| IX      | 1978 | 1   | 14  | Club Patín Mieres       | Sferic Terrassa         | C.D. Alameda de Osuna   | Club Pilaristas Madrid    |
| X       | 1979 | 4   | 47  | Club Patín Claret       | Hockey Club Liceo       | Club Patí Vilafranca    | Club Patí Tordera         |
| XI      | 1980 | 4   | 48  | Mollet Hoquei Club      | Club Patín Alcobendas   | Club Patín Claret B     | C.A.A. Dominicos          |
| XII     | 1981 | 4   | 50  | Real Club Jolaseta      | CE Arenys de Munt       | Club Patín Claret       | Club Patín Calafell       |
| XIII    | 1982 | 4   | 55  | Club Patín Alcobendas   | H.C. Ripoll             | Club Patín Tenerife     | Club Patín Vilanova       |
| XIV     | 1983 | 4   | 52  | C.A.A. Dominicos        | H.C. Piera              | C.E. Molins de Rei      | Club Patín Claret         |
| XV      | 1984 | 4   | 43  | Club Patín Alcobendas   | Igualada Hoquei Club    | C.H. Ripollet           | Real Club Jolaseta        |
| XVI     | 1985 | 2   | 32  | C.A.A. Dominicos        | Hockey C. Sentmenat     | Club Hoquei Lloret      |                           |
| XVII    | 1986 | 2   | 28  | Club Patí Vic           | Club Esportiu Noia B    | Club Hoquei Lloret      | Club Patín Vilanova       |
| XVIII   | 1987 | 2   | 25  | Reus Deportiu           | Club Patín Alcobendas   | C.Patín Santo Domingo   | C.H. Ripollet             |
| XIX     | 1988 | 2   | 21  | Hockey C. Sentmenat     | C. Natació Reus Ploms   | Club Patí Vic           | Club Patí Vilafranca      |
| XX      | 1989 | 1   | 18  | Blanes HCF              | SHUM Maçanet            | Unión Deportiva Horta   | Club Patín Vilanova       |
| XXI     | 1990 | 2   | 20  | Club Patí Vic           | SHUM Maçanet B          | Club Patí Flix          | R.C. Deportivo Español    |
| XXII    | 1991 | 2   | 20  | Hockey C. Sentmenat     | Unión Deportiva Horta   | Club Hoquei Cerdanyola  | Club Hoquei Lloret        |
| XXIII   | 1992 | 2   | 19  | Club Patín Cibeles      | Igualada Hoquei Club B  | SHUM Maçanet            | Club Patín Vilanova       |
| XXIV    | 1993 | 1   | 12  | Club Patí Manlleu       | Club d'Esports Vendrell | Club Hoquei Vila-Seca   | Club Patín Areces         |
| XXV     | 1994 | 1   | 12  | Club Patín Areces       | Club Patín Alcobendas   | Club Patín Mieres       | Club Patín Tenerife       |
| XXVI    | 1995 |     |     | Club Hoquei Mataró      | Club Esportiu Noia      |                         |                           |
| XXVII   | 1996 |     |     | C. Hoquei Cerdanyola    | Club Patín Alcobendas   |                         |                           |
| XXVIII  | 1997 |     |     | Club Hoquei Vila-Seca   | Club Patín Areces       |                         |                           |
| XXIX    | 1998 |     |     | Club Patín Tenerife     | C.P. Jonquerenc         | SHUM Maçanet            | Hockey Club Liceo B       |
| XXX     | 1999 |     |     | SHUM Maçanet            | Blanes HCF              |                         |                           |
| XXXI    | 2000 |     |     | CE Lleida Llista Blava  | Club Patín Cibeles      |                         |                           |
| XXXII   | 2001 |     |     | Club Patín Areces       | Club Hoquei Mataró      |                         |                           |
| XXXIII  | 2002 |     |     | Club Hoquei Lloret      | Club Patín Macarena     |                         |                           |
| XXXIV   | 2003 | 1   | 16  | Club Hoquei Vila-Seca   | C. Patín Roller Oviedo  | Club Patí Tordera       | Club Hoquei Mataró        |
| XXXV    | 2004 | 1   | 16  | SHUM Maçanet            | PAS Alcoy               | Club Patín Macarena     | Club Hoquei Mataró        |
| XXXVI   | 2005 | 1   | 16  | Club Patí Vilafranca    | C. Patín Roller Oviedo  | Club Patí Tordera       | Club Hoquei Mataró        |
| XXXVII  | 2006 | 1   | 16  | Club Hoquei Mataró      | Vigo Stick H.C.         | CE Lleida Llista Blava  | C. Hoquei Cerdanyola      |
| XXXVIII | 2007 | 1   | 16  | C. Patín Roller Oviedo  | Club Patí Vilafranca    | C. Hoquei Cerdanyola    | Club Patí Sitges          |
| XXXIX   | 2008 | 1   | 16  | Club Patí Sitges        | PAS Alcoy               | SHUM Maçanet            | Club Patín Areces         |
| XL      | 2009 | 1   | 16  | Club Patín Cerceda      | GEIEG                   | Club Patí Vilafranca    | Vigo Stick Traviesas H.C. |
| XLI     | 2010 | 1   | 16  | Club Patí Voltregà      | Club d'Esports Vendrell | Club Hoquei Sant Feliu  | SDC San Antonio           |
| XLII    | 2011 | 1   | 16  | SHUM Maçanet            | CP Monjos               | Club Patí Calafell      | Club Patí Tordera         |
| XLIII   | 2012 | 1   | 16  | Club Hoquei Lloret      | San Feliu               | GEIEG                   | CE Lleida Llista Blava    |
| XLIV    | 2013 | 1   | 12  | Club Patín Cerceda      | C. Patín Roller Oviedo  | Club Patí Vilafranca    | Club Patín Alcobendas     |
| XLV     | 2014 | 1   | 14  | Club Patí Manlleu       | Club Hoquei Mataró      | PAS Alcoy               | SHUM Maçanet              |
| XLVI    | 2015 | 1   | 14  | Club Hoquei Lloret      | SHUM Maçanet            | C.H. Caldes             | CE Arenys de Munt         |
| XLVII   | 2016 | 1   | 14  | FC Barcelona B          | Club Patí Manlleu       | Girona Club de Hoquei   | Club Patín Alcobendas     |
| XLVIII  | 2017 | 1   | 14  | Club Hoquei Palafrugell | Asturhockey Club Patín  | CE Arenys de Munt       | PHC Sant Cugat            |
| XLIX    | 2018 | 1   | 14  | Club Patí Calafell      | PHC Sant Cugat          | Club Patín Alcobendas   | Club Patí Manlleu         |
| L       | 2019 | 1   | 14  | Club Hoquei Palafrugell | Club Patí Taradell      | Hoquei Club Alpicat     | Club Hoquei Mataró        |
| LI      | 2020 | 2   | 24  | Club d'Esports Vendrell | Club Hoquei Mataró      | PAS Alcoy               | Club Patí Manlleu         |
| LII     | 2021 | 2   | 24  | PAS Alcoy               | Club Patí Manlleu       | Club Patín Alcobendas   | Club Patí Vilafranca      |
| LIII    | 2022 | 2   | 24  | PHC Sant Cugat          | CE Arenys de Munt       | Club Patí Vilafranca    | Club Hoquei Mataró        |
| LIV     | 2023 | 2   | 24  | Club Hoquei Mataró      | CP Rivas Las Lagunas    | Hoquei Club Sant Just   | Club Patí Manlleu         |
| LV      | 2024 | 2   | 24  | Hoquei Club Alpicat     | Club Patí Vilafranca    | Club Patí Vic           | Club Hoquei Lloret        |
| LVI     | 2025 | 2   | 24  | SHUM Maçanet            | CP Rivas Las Lagunas    | C. Hoquei Cerdanyola    | Club Patí Manlleu         |

## Equipos participantes
Relación de los 152 equipos participantes en la OK Liga Plata (anteriormente llamada Primera División) a lo largo de su historia, indicando el año de su primera participación y el número de temporadas disputadas en esta categoría. Actualizado a la temporada 2025/26.
| Los 14 equipos participantes en la OK Liga en la temporada 2025/26                                |
| Otros equipos que han competido anteriormente en la máxima categoríaː Ok Liga o División de Honor |
| Clubes desaparecidos                                                                              |
| Equipos aún existentes que no han pasado de la segunda categoría                                  |
| En negritaː Los 24 equipos participantes en la OK Liga Plata en la temporada 2025/26              |

| Club                                                    | Localidad                  | Debut | Temp. |
| ------------------------------------------------------- | -------------------------- | ----- | ----- |
| Club Deportivo Femsa Madrid                             | Madrid                     | 1969  | 3     |
| Club Patí Vic                                           | Vich                       | 1969  | 9     |
| Club Patín Calafell                                     | Calafell                   | 1969  | 23    |
| Club Patín Cibeles / Ovideo H.C.                        | Oviedo                     | 1969  | 18    |
| Picadero Jockey Club                                    | Barcelona                  | 1969  | 1     |
| Sferic Terrassa                                         | Tarrasa                    | 1969  | 10    |
| Club Atlético Montemar                                  | Alicante                   | 1969  | 9     |
| Unión Deportiva Horta                                   | Barcelona                  | 1969  | 22    |
| Patín Club Salamanca                                    | Salamanca                  | 1969  | 6     |
| El Abra Bilbao                                          | Bilbao                     | 1969  | 2     |
| Girona Club de Hoquei                                   | Gerona                     | 1969  | 9     |
| Agustinos Valencia / Valencia Club de Fútbol            | Valencia                   | 1969  | 4     |
| Club Patín Vilanova                                     | Villanueva y Geltrú        | 1970  | 26    |
| U.D. Coma Cros Salt                                     | Salt                       | 1970  | 4     |
| Club Patín Claret                                       | Sevilla                    | 1970  | 16    |
| Club Hoquei Caldes                                      | Caldas de Montbui          | 1970  | 8     |
| Igualada Hoquei Club                                    | Igualada                   | 1971  | 10    |
| Club Tennis Barcino                                     | Barcelona                  | 1971  | 11    |
| Club Pilaristas Madrid                                  | Madrid                     | 1971  | 7     |
| Club Esportiu Laietà                                    | Barcelona                  | 1972  | 1     |
| Club Patí Vilafranca                                    | Villafranca del Panadés    | 1972  | 31    |
| Club Patín Mieres                                       | Mieres                     | 1972  | 24    |
| Centre d'Esports Sabadell                               | Sabadell                   | 1973  | 2     |
| Club Natació Reus Ploms                                 | Reus                       | 1973  | 13    |
| Club Esportiu Lleida Llista Blava                       | Lérida                     | 1973  | 14    |
| Patín Alcodiam Salesiano                                | Alcoy                      | 1973  | 14    |
| Club Hoquei Mataró                                      | Mataró                     | 1973  | 29    |
| Hockey Club Liceo                                       | La Coruña                  | 1974  | 5     |
| Club d'Esports Vendrell                                 | El Vendrell                | 1975  | 26    |
| Real Club Deportivo Español / Secc. Deportives Espanyol | Barcelona                  | 1975  | 18    |
| Sicoris Club / Hoquei Club Alpicat                      | Lérida / Alpicat           | 1975  | 15    |
| Club Deportivo Alameda de Osuna                         | Madrid                     | 1975  | 5     |
| Hoquei Club Sant Just                                   | San Justo Desvern          | 1975  | 8     |
| Club d'Hoquei Cerdanyola                                | Sardañola del Vallés       | 1976  | 23    |
| Associació Esportiva Sarrià                             | Barcelona                  | 1976  | 1     |
| Mollet Hoquei Club                                      | Mollet del Vallès          | 1977  | 4     |
| Grupo Excursionista y Deportivo Gerundense              | Gerona                     | 1977  | 25    |
| C.A.A. Dominicos                                        | La Coruña                  | 1978  | 14    |
| Club Patín Santo Domingo                                | Oviedo                     | 1978  | 9     |
| Real Club Jolaseta                                      | Guecho                     | 1978  | 10    |
| C.D. Sniace Torrelavega                                 | Torrelavega                | 1978  | 3     |
| Sociedad Deportiva Cultural San Antonio                 | Pamplona                   | 1978  | 20    |
| Real Club Deportivo de La Coruña                        | La Coruña                  | 1978  | 1     |
| Club Patín Areces                                       | Grado                      | 1978  | 27    |
| H.C. Ingenieros / Deportivo Universitario               | Bilbao                     | 1978  | 5     |
| Vigo Stick Traviesas H.C.                               | Vigo                       | 1978  | 10    |
| Club Patí Tordera                                       | Tordera                    | 1978  | 21    |
| H.C. Piera                                              | Piera                      | 1978  | 8     |
| Club Patín Alcobendas                                   | Alcobendas                 | 1978  | 28    |
| Club Esportiu Cornellà                                  | Cornellá de Llobregat      | 1978  | 5     |
| H.C. Ripoll                                             | Ripoll                     | 1978  | 12    |
| Club Patí Taradell                                      | Taradell                   | 1978  | 12    |
| Alberic Hockey Club                                     | Alberique                  | 1978  | 2     |
| Club Patín Elche                                        | Elche                      | 1978  | 1     |
| Helioplis                                               | Sevilla                    | 1978  | 6     |
| Club Patín Tenerife                                     | Santa Cruz de Tenerife     | 1978  | 17    |
| C.H. Medicina                                           | Sevilla                    | 1978  | 6     |
| Club Patín Claret Las Palmas                            | Las Palmas de Gran Canaria | 1978  | 6     |
| Mirandilla Patín Club                                   | Cádiz                      | 1978  | 1     |
| Club Universitario de Granada                           | Granada                    | 1978  | 4     |
| Patín Club Sevilla                                      | Sevilla                    | 1978  | 4     |
| Patín Club Nazareth                                     | Jerez de la Frontera       | 1978  | 5     |
| Cambrils Club Hoquei                                    | Cambrils                   | 1978  | 11    |
| España Hockey Club                                      | Palma de Mallorca          | 1978  | 12    |
| Stadium Casablanca                                      | Zaragoza                   | 1978  | 3     |
| H.C.P. Castelldefels                                    | Castelldefels              | 1978  | 6     |
| Club Patín Murcia                                       | Murcia                     | 1978  | 1     |
| Iberduero Bilbao                                        | Bilbao                     | 1979  | 6     |
| Puenteareas Hockey Club                                 | Puenteareas                | 1979  | 3     |
| Club Patí Premià de Mar                                 | Premiá de Mar              | 1979  | 5     |
| Club Patín Claret B                                     | Sevilla                    | 1979  | 4     |
| Roque Nublo                                             | Las Palmas de Gran Canaria | 1979  | 3     |
| C.H. Ripollet                                           | Ripollet                   | 1979  | 9     |
| C.E. Santa Isabel                                       | Barcelona                  | 1979  | 5     |
| Club Patinaje Coslada Hockey                            | Coslada                    | 1980  | 11    |
| Santutxu Hockey Taldea                                  | Bilbao                     | 1980  | 12    |
| CE Arenys de Munt                                       | Arenys de Munt             | 1980  | 23    |
| Agustinos Granada                                       | Granada                    | 1980  | 2     |
| San Fernando                                            | Sevilla                    | 1980  | 2     |
| C.E. La Salle Bonanova                                  | Barcelona                  | 1980  | 4     |
| Sereyd Madrid                                           | Madrid                     | 1981  | 1     |
| Donostiarrak Hockey Taldea                              | San Sebastián              | 1981  | 1     |
| Club de Mar                                             | La Coruña                  | 1981  | 3     |
| C.P. Roda                                               | Roda de Ter                | 1981  | 6     |
| Blanes Hoquei Club Fundació                             | Blanes                     | 1981  | 12    |
| C.E. Molins de Rei                                      | Molins de Rey              | 1981  | 4     |
| Club Bàsquet Sant Josep                                 | Badalona                   | 1981  | 2     |
| Club Hockey Patín Aluche                                | Aluche                     | 1982  | 2     |
| C.P. Oviedo                                             | Oviedo                     | 1982  | 3     |
| Ciudad Lineal                                           | Madrid                     | 1982  | 1     |
| Club Hoquei Lloret                                      | Lloret de Mar              | 1982  | 21    |
| C.D. San Joan                                           | Barcelona                  | 1982  | 1     |
| Club Patín Santa Cruz                                   | Santa Cruz de Tenerife     | 1982  | 1     |
| Club Olimpia Las Palmas                                 | Las Palmas de Gran Canaria | 1982  | 1     |
| San Vicente / Club Promoción Patín Raspeig              | San Vicente del Raspeig    | 1982  | 17    |
| Unió Esportiva Claret                                   | Barcelona                  | 1982  | 1     |
| Club Patí El Pla de Santa Maria                         | Pla de Santa María         | 1982  | 1     |
| SHUM Maçanet                                            | Massanet de la Selva       | 1983  | 22    |
| Hoquei Club Palau de Plegamans                          | Palau-solità i Plegamans   | 1983  | 1     |
| Club Patín Calafell B                                   | Calafell                   | 1983  | 1     |
| Banesto Madrid                                          | Madrid                     | 1983  | 2     |
| Hockey Club Sentmenat                                   | Senmanat                   | 1984  | 6     |
| Club Esportiu Noia B                                    | San Sadurní de Noya        | 1984  | 2     |
| Club Hoquei Arenys de Mar                               | Arenys de Mar              | 1984  | 1     |
| Club Xuntanza                                           | La Coruña                  | 1985  | 4     |
| Club Patín Alcobendas B                                 | Alcobendas                 | 1985  | 5     |
| Reus Deportiu                                           | Reus                       | 1986  | 1     |
| Club Patín Cibeles B                                    | Oviedo                     | 1989  | 2     |
| SHUM Maçanet B                                          | Massanet de la Selva       | 1989  | 2     |
| Club Patí Flix                                          | Flix                       | 1989  | 2     |
| Club Patí Manresa                                       | Manresa                    | 1989  | 2     |
| Club Hoquei Vila-Seca                                   | Vilaseca                   | 1991  | 14    |
| Igualada Hoquei Club B                                  | Igualada                   | 1991  | 4     |
| Club Patí Manlleu                                       | Manlleu                    | 1993  | 16    |
| Hospitalet                                              | Hospitalet de Llobregat    | 1994  | 2     |
| Andorra Hoquei Club                                     | Andorra la Vieja           | 1994  | 2     |
| Club Patí Bell-lloch                                    | Bell-lloc d'Urgell         | 1994  | 9     |
| Hockey Club Liceo B / Club Patín Cerceda                | La Coruña / Cerceda        | 1994  | 18    |
| Club Esportiu Noia                                      | San Sadurní de Noya        | 1994  | 1     |
| Club Patí Jonquerenc                                    | La Junquera                | 1995  | 4     |
| Centro Asturiano                                        | Oviedo                     | 1996  | 6     |
| Vilassar Club Hoquei                                    | Vilasar de Mar             | 1998  | 1     |
| Club Patín Órdenes                                      | Órdenes                    | 1999  | 5     |
| Club Patín Macarena                                     | Sevilla                    | 2000  | 5     |
| Oviedo Booling Club                                     | Oviedo                     | 2000  | 2     |
| Fútbol Club Barcelona B                                 | Barcelona                  | 2001  | 15    |
| Real Sociedad de Tenis de La Magdalena                  | Santander                  | 2002  | 2     |
| Club Hockey Cee                                         | Cee                        | 2002  | 3     |
| Club Hoquei Sant Feliu                                  | San Felíu de Codinas       | 2003  | 21    |
| Club Patí Sitges                                        | Sitges                     | 2004  | 5     |
| C.D. Santa María del Pilar                              | Madrid                     | 2005  | 5     |
| Hockey Club Concentaina                                 | Concentaina                | 2006  | 1     |
| Club Patín Alcorcón                                     | Alcorcón                   | 2007  | 2     |
| Club Patín Roller Oviedo                                | Oviedo                     | 2008  | 7     |
| Club Compañía de María                                  | La Coruña                  | 2008  | 7     |
| Club Patí Voltregà                                      | San Hipólito de Voltregá   | 2009  | 1     |
| Club Patí Monjos                                        | Santa Margarita y Monjós   | 2009  | 2     |
| Hóckey Club Borbolla                                    | La Coruña                  | 2010  | 1     |
| Club Patín Burgos                                       | Burgos                     | 2010  | 1     |
| Patí Hoquei Club Sant Cugat                             | San Cugat del Vallés       | 2012  | 12    |
| Hockey Club Burguillos                                  | Burguillos del Cerro       | 2014  | 3     |
| Club Hoquei Palafrugell                                 | Palafrugell                | 2015  | 6     |
| Club Patín Rivas Las Lagunas                            | Rivas-Vaciamadrid          | 2015  | 6     |
| Asturhockey Club Patín                                  | Grado                      | 2016  | 1     |
| Club Patín Las Rozas                                    | Las Rozas de Madrid        | 2019  | 2     |
| Capellades Hoquei Club                                  | Capellades                 | 2020  | 1     |
| Club Hoquei Olot                                        | Olot                       | 2021  | 5     |
| Club Patí Congrés                                       | Barcelona                  | 2022  | 3     |
| Escola Lubiáns                                          | Carballo                   | 2023  | 1     |
| Reus Deportiu B                                         | Reus                       | 2024  | 2     |
| Club Patín Alhambra Cajar                               | La Zubia                   | 2024  | 1     |
| Sporting Hoquei Alcoi                                   | Alcoy                      | 2025  | 1     |